# Khaninéievka
Khaninéievka (en rus: Ханинеевка) és un poble de l'óblast de Nijni Nóvgorod, a Rússia, segons el cens del 2010 tenia 4 habitants, pertany al municipi d'Atxka.